# Botew Płowdiw
Profesijonalen Futbolen Kłub Botew Płowdiw (bułg. Професионален Футболен Клуб Ботев Пловдив) – bułgarski klub piłkarski działający w Płowdiwie i założony 12 marca 1912 roku przez grupę studentów francuskiej uczelni katolickiej, położonej do dziś tuż obok klubowego stadionu. Od 1967 do 1989 roku nazywa się Trakia Płowdiw, po zjednoczeniu trzech drużyn z Płowdiwu, oprócz Botewu, Spartaka i Akademika. Jest najstarszym klubem w Bułgarii. Nazwa klubu została nadana na cześć Christo Botewa, XIX-wiecznego poety, uznawanego za bułgarskiego wieszcza narodowego. Słowa: "Krasota, wiara, borba" (tzn. "Piękno, wiara, walka") są mottem kibiców klubu. Piłkarzy Botewu nazywa się "Kanarkami".
Drużyna dwukrotnie zdobywała mistrzostwo kraju 1929 i 1967. W latach 60., oprócz tego tytułu, Botew wygrał Puchar Armii Sowieckiej (1962) i (1981) oraz dotarł do ćwierćfinału Pucharu Zdobywców Pucharów (1963). Gwiazdą tamtego zespołu był Dinko Dermendżiew. Dermendżijew, wielokrotny reprezentant Bułgarii, uczestnik Mundiali 1962, 1966 i 1970 jest rekordzistą klubu pod względem liczby rozegranych meczów (447) i strzelonych goli (194).
Botew po kilkunastu słabszych sezonach, kiedy najczęściej był w środku tabeli, powrócił do bułgarskiej czołówki na początku lat 80. W ciągu kolejnych piętnastu lat – od 1980 do 1995 roku – ośmiokrotnie zajmował trzecie miejsce w tabeli, raz (1986) zdobył wicemistrzostwo kraju, wygrał Puchar Armii Sowieckiej (1981) i wielokrotnie awansował do finału Pucharu Bułgarii. Napastnik Georgi Sławkow został najlepszym strzelcem Europy w sezonie 1980-81 (31 goli w 21 meczów). W tym okresie Botew (Trakia) wygrywa swoje mecze z Barceloną (1:0, 1981) i Bayern M. (2:0, 1984) dla Pucharu Zdobywców Pucharów.
Później najczęściej rozczarowywał swoich kibiców z powodu słabego panowania prezesa D. Hristołowa. W sezonie 2000-2001 po raz pierwszy od 1954 roku spadł do II ligi. Do ekstraklasy powrócił już rok później, ale na krótko. Ponownie w I lidze występował od 2005 do 2010 roku.
Podczas przerwy zimowej w sezonie 2009/2010 klub został relegowany z rozgrywek z powodu długów przekraczających 2 miliony lew. Nowa drużyna rozpoczęła rozgrywki od III poziomu rozgrywkowego w Bułgarii, gdzie podczas sezonu 2010-11 bez żadnej konkurencji zwyciężył w swojej grupie. (37 zw., 1 r., 0 p.)

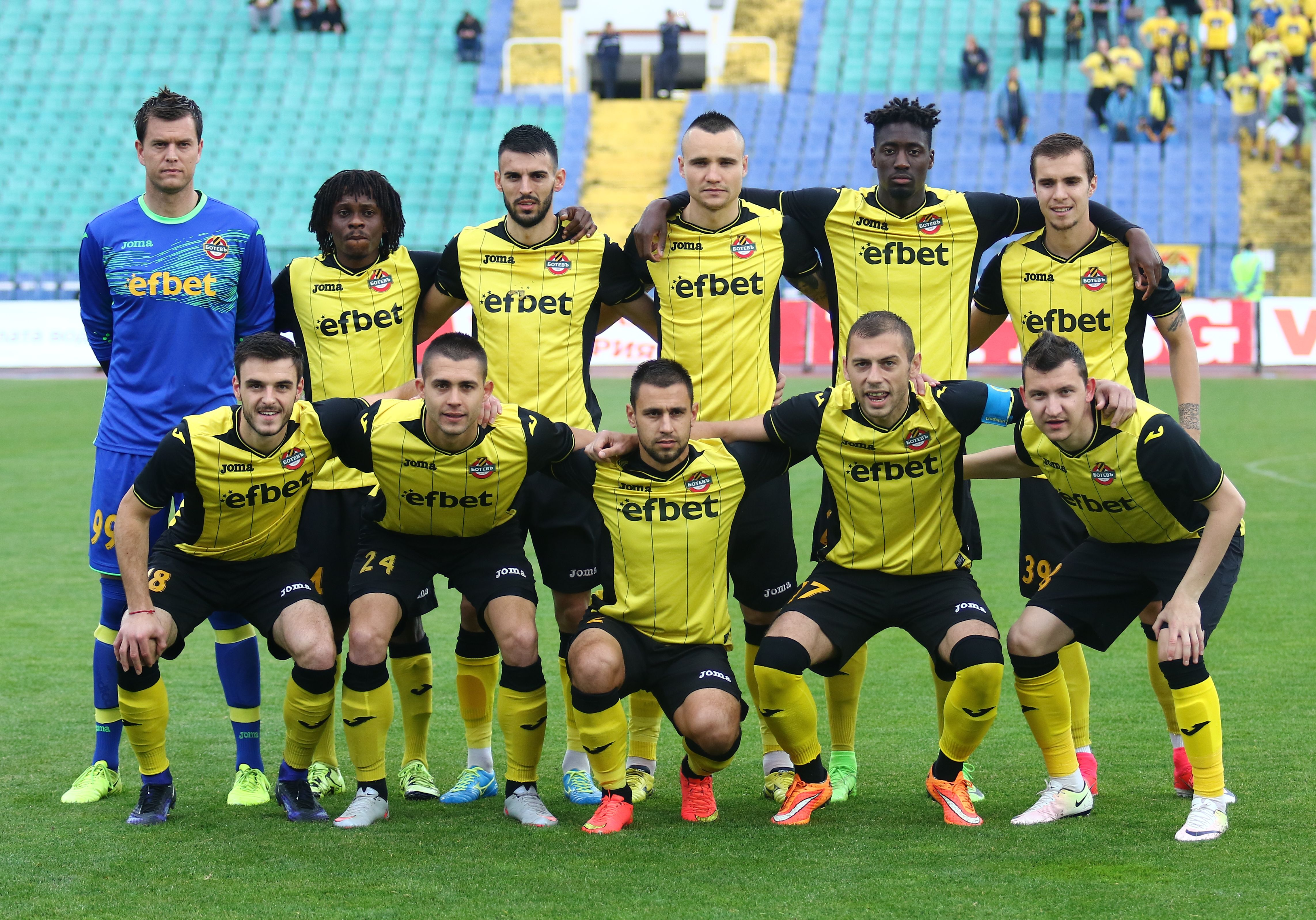
Botev Plovdiv, 24-5-2017

## Sukcesy
- Mistrzostwo Bułgarii: 2
  - 1929, 1967, 1985[2]
- Wicemistrzostwo Bułgarii: 2
  - 1963, 1986
- III miejsce: 14
  - 1930, 1937, 1943, 1956, 1961, 1981, 1983, 1985[2], 1987, 1988, 1993, 1994, 1995, 2022
- IV miejsce: 8
  - 1950, 1962, 1970, 1978, 1989, 1992, 2013, 2014
- V miejsce: 5
  - 1971, 1980, 1991, 1997, 2018
- Puchar Armii Sowieckiej / Puchar Bułgarii: 4
  - 1962, 1981, 2017, 2024
- finał Pucharu Bułgarii: 6
  - 1984, 1991, 1993, 1995, 2014, 2019
- finał Pucharu Armii Sowieckiej: 5
  - 1947, 1956, 1963, 1964, 1990
- Puchar Bałkanów: 1
  - 1972
- Występy międzynarodowe:
  - ćwierćfinał Pucharu Zdobywców Pucharów 1962–1963

## Europejskie puchary
Legenda do wszystkich tabel:
- Q – runda eliminacyjna, 1/16, 1/8, 1/4, 1/2 – odpowiednia faza rozgrywek, Grupa – runda grupowa, 1r gr – pierwsza runda grupowa, 2r gr – druga runda grupowa, F – finał, R – runda, PO – play-off
- k. – rzuty karne, los. – losowanie, Dogr. – dogrywka, w. – zasada bramek strzelonych na wyjeździe

### PEMK/Liga Mistrzów
| Sezon   | Runda | Klub               | Dom | Wyjazd | Ogólnie    |
| ------- | ----- | ------------------ | --- | ------ | ---------- |
| 1967/68 | 1R    | FC Rapid Bukareszt | 2–0 | 0–3    | 2–3, Dogr. |
| 1985/86 | 1R    | IFK Göteborg       | 1–2 | 2–3    | 3–5        |

### Puchar Zdobywców Pucharów
| Sezon   | Runda | Klub             | Dom | Wyjazd | Ogólnie |
| ------- | ----- | ---------------- | --- | ------ | ------- |
| 1962/63 | Q     | Steaua Bukareszt | 5–1 | 2–3    | 7–4     |
| 1962/63 | 1R    | Shamrock Rovers  | 1–0 | 4–0    | 5–0     |
| 1962/63 | 1/4   | Atletico Madryt  | 1–1 | 0–4    | 1–5     |
| 1981/82 | 1R    | FC Barcelona     | 1–0 | 1–4    | 2–4     |
| 1984/85 | 1R    | Union Sportive   | 4–0 | 1–1    | 5–1     |
| 1984/85 | 2R    | Bayern Monachium | 2–0 | 1–4    | 3–4     |

### Puchar UEFA/Liga Europy
| Sezon   | Runda | Klub              | Dom | Wyjazd | Ogólnie |
| ------- | ----- | ----------------- | --- | ------ | ------- |
| 1978/79 | 1R    | Hertha BSC        | 1–2 | 0–0    | 1–2     |
| 1986/87 | 1R    | Hibernians FC     | 8–0 | 2–0    | 10–0    |
| 1986/87 | 2R    | Hajduk Split      | 2–2 | 1–3    | 3–5     |
| 1987/88 | 1R    | FK Crvena zvezda  | 2–2 | 0–3    | 2–5     |
| 1988/89 | 1R    | Dynama Mińsk      | 1–2 | 0–0    | 1–2     |
| 1992/93 | 1R    | Fenerbahçe SK     | 2–2 | 1–3    | 3–5     |
| 1993/94 | 1R    | Olympiakos SFP    | 2–3 | 1–5    | 3–8     |
| 1995/96 | 1R    | Dinamo Tbilisi    | 1–0 | 1–0    | 2–0     |
| 1995/96 | 2R    | Sevilla FC        | 1–1 | 0–2    | 1–3     |
| 2013/14 | 1Q    | FK Astana         | 5–0 | 1–0    | 6–0     |
| 2013/14 | 2Q    | Zrinjski Mostar   | 2–0 | 1–1    | 3–1     |
| 2013/14 | 3Q    | VfB Stuttgart     | 1–1 | 0–0    | 1–1, w. |
| 2014/15 | 1Q    | AC Libertas       | 4–0 | 2–0    | 6–0     |
| 2014/15 | 2Q    | SKN St. Pölten    | 2–1 | 0–2    | 2–3     |
| 2017/18 | 1Q    | Partizani Tirana  | 1–0 | 3–1    | 4–1     |
| 2017/18 | 2Q    | Beitar Jerozolima | 4–0 | 1–1    | 5–1     |
| 2017/18 | 3Q    | CS Marítimo       | 0–0 | 0–2    | 0–2     |
| 2024/25 | 1Q    | NK Maribor        | 2–1 | 2–2    | 4–3     |
| 2024/25 | 2Q    | Panathinaikos     | 0–4 | 1–2    | 1–6     |

### Puchar Miast Targowych
| Sezon   | Runda | Klub           | Dom | Wyjazd | Ogólnie |
| ------- | ----- | -------------- | --- | ------ | ------- |
| 1968/69 | 1R    | Real Saragossa | 3–1 | 0–2    | 3–3, w. |
| 1970/71 | 1R    | Coventry City  | 1–4 | 0–2    | 1–6     |

### Liga Konferencji Europy
| Sezon   | Runda | Klub            | Dom | Wyjazd | Ogólnie |
| ------- | ----- | --------------- | --- | ------ | ------- |
| 2022/23 | 2Q    | APOEL           | 0–0 | 0–2    | 0–2     |
| 2024/25 | 3Q    | Zrinjski Mostar | 2–1 | 0–2    | 2–3     |

## Ewolucja nazwy
- 1912-1944 – SK Botew
- 1944-1947 – OSK Hristo Botew (Zjednoczony Klub Sportowy)
- 1947-1951 – DNW Płowdiw (Dom Wojska Ludowego)
- 1952-1955 – DNA Płowdiw (Dom Armii Ludowej)
- 1956-1957 – SKNA Płowdiw (Klub Sportowy Armii Ludowej)
- 1957-1962 – ASK Botew (Wojskowy Klub Sportowy)
- 1962-1966 – FD Botew (Spółka W.F.)
- 1966-1967 – KCM Botew
- 1967-1985 – AFD Trakia (Wojskowa Spółka W.F.)
- 1985-1989 – FK Trakia (Klub P.N.)
- 1989-1999 – FK Botew Plowdiw
- 1999-2010 – PFK Botew 1912 (Zawodowy Klub P.N. – Sp.A.)
- od 2010 – PFK Botew Plowdiw

## Stadion
Stadion Christo Botewa został otwarty w 1951 roku. Jego patronem jest jeden z najwybitniejszych bułgarskich poetów. Ostatnio obiekt nosi nazwę College (ze względu na to, że kiedyś blisko istniała katolicka uczelnia), która ciągle jest popularna, szczególnie wśród młodszych kibiców. Stadion Botewu może pomieścić 21 tysięcy widzów. Ostatnio był remontowany w 1993 roku.

## Aktualny skład
| Nr | Poz. | Piłkarz                 |
| -- | ---- | ----------------------- |
| 1  | BR   | Georgi Argiłaszki       |
| 2  | OB   | Roj Herman              |
| 3  | OB   | Pa Konate               |
| 4  | OB   | Wiktor Genew            |
| 6  | PO   | Dylan Mertens           |
| 7  | NA   | Mohammed Brahimi        |
| 8  | PO   | Todor Nedelew (kapitan) |
| 9  | NA   | Martin Sekulić          |
| 10 | PO   | Emmanuel Toku           |
| 11 | NA   | Antoine Baroan          |
| 13 | BR   | Hidajet Hankić          |
| 14 | PO   | Biser Bonew             |
| 15 | OB   | James Eto'o             |
| 16 | PO   | Samuel Akere            |
| 17 | NA   | Nikołaj Minkow          |
| 18 | OB   | Samuel Souprayen        |

| Nr | Poz. | Piłkarz            |
| -- | ---- | ------------------ |
| 19 | NA   | Momo Touré         |
| 20 | PO   | Antonio Perera     |
| 21 | PO   | Tochukwu Nadi      |
| 22 | PO   | Réda Rabeï         |
| 23 | PO   | Dimityr Tonew      |
| 24 | OB   | Jasper van Heertum |
| 25 | OB   | Stanisław Rabotow  |
| 26 | PO   | Michaił Prokopjew  |
| 27 | OB   | Atanas Czernew     |
| 28 | NA   | Elvis Manu         |
| 31 | NA   | Ume Emmanuel       |
| 34 | PO   | Płamen Conczew     |
| 38 | PO   | Monir Al Badarin   |
| 44 | OB   | Roberto Punčec     |
| 84 | BR   | Christijan Sławkow |